# Michalkovo
Michalkovo (bulgariska: Михалково) är ett distrikt i Bulgarien.   Det ligger i kommunen Obsjtina Devin i regionen Smoljan, i den sydvästra delen av landet, 130 km sydost om huvudstaden Sofia.
I omgivningarna runt Michalkovo växer i huvudsak blandskog. Runt Michalkovo är det ganska glesbefolkat, med 24 invånare per kvadratkilometer.